# Nocí mořem
Nocí mořem (2006) je páté studiové album Oborohu. Vyšlo po osmileté pauze po předchozím albu Marah. Obsahuje deset písní a jednu instrumentální skladbu. Kromě písně Boba Dylana This Wheel's On Fire je pod všemi skladbami podepsán kapelník skupiny Stanislav Klecandr, někdy jako spoluautor. Booklet vytvořil Jiří Voves, na titulní stranu použil svůj obraz z cyklu Tristan a Isolda.

## Seznam písní
1. Ave, maris stella (instrumentální skladba, Stanislav Klecandr)
2. Jako Jonáš (Stanislav Klecandr)
3. Koně (Stanislav Klecandr)
4. Někdy (Stanislav Klecandr)
5. Setkání (Jiří Kubát / Stanislav Klecandr)
6. Anděl (Stanislav Klecandr)
7. This Wheel's On Fire (Bob Dylan a Rick Danko)
8. Homo Erectus Blues (Stanislav Klecandr)
9. Návrat (Lubor Bořek / Stanislav Klecandr)
10. Trosečníci (Stanislav Klecandr)
11. Tání (Roman Dostál / Stanislav Klecandr)

## Obsazení
- Stanislav Klecandr – akustické a elektrické kytary (1–11), sólo zpěv (2, 4, 6–8, 10, 11), sbor (6)
- Roman Dostál – klávesy (1–11), sólo zpěv (3, 5, 9, 11), sbor (6, 7)
- Libor Ježek – bicí (1–11)
- Radek Pokorný – baskytara (1–11), sólo zpěv (6), sbor (6, 7, 11)
- Václav Klecandr – saxofony (1–3, 5–11), klarinet (2)
- host: Petr Vavřík – sbor (6)